# Akakandelwa Mwendoi
Akakandelwa Mwendoi (* 14. März 1958) ist Politiker in Sambia.
Bei den Wahlen in Sambia 2006 gewann Akakandelwa Mwendoi für das Movement for Multiparty Democracy das Mandat Mangango in der Nationalversammlung Sambias. Er war von Oktober 2006 bis Mai 2008 stellvertretender Verteidigungsminister, danach stellvertretender Minister für Stadtentwicklung und Sozialwesen. Im Juni 2008 wurde er Teilnehmer der National Constitutional Conference von Sambia.